# البرج الفضي (أبو ظبي)
البرج الفضي هو مبنى يبلغ ارتفاعه 120 مترًا، احتل في عام 2006 المركز السادس عشر في قائمة أطول المباني في أبوظبي. بني البرج الفضي أو برج الشيخ حمدان بن زايد آل نهيان في عام 1990 بواسطة شركة كاسيا وشركاه. كان يقع على طريق الكورنيش الرئيسي، ولكن مع إعادة بناء الكورنيش، أصبح الطريق المجاور للبرج الفضي يُسمى الآن "حارة الكورنيش". خصصت المستويات الأربعة الأولى من المبنى للاستخدام المكتبي من قبل جهاز أبوظبي للاستثمار، في حين أن الطوابق من 5 إلى 29 (حيث يعد الطابق 29 هو البنتهاوس) فهي شقق سكنية.   

## التصميم الداخلي
- من الطابق العشرين إلى الثامن والعشرين، تم ترتيب أرقام الشقق بترتيب واتجاه مختلفين عن تلك الموجودة في الطابق الخامس إلى التاسع عشر.

- تتكون تصاميم الفسيفساء في كل بهو من أشكال سداسية بيضاء وزرقاء وأرجوانية.

- يحتوي كل بهو على 6 مفاتيح إضاءة.

## أنظر أيضًا
- برج السلع

## روابط خارجية
- البرج الفضي في إمبوريس
- نموذج البرج الفضي في معرض Google SketchUp 3D
- البرج الفضي في كاسيا وشركاه
- البرج الفضي في صفحة ناطحة سحاب
- ناطحات سحاب أخرى في أبوظبي